# Tech noir
Tech noir is een filmgenre waarbij elementen van de film noir vermengd worden met die van de cyberpunk, een subgenre van de sciencefiction. De term is afkomstig uit de film The Terminator, waarin het de naam van een nachtclub is.
Tech noir staat in scherp contrast met de Star Trek- en Star Warsuniversums van de jaren 80: positieve sciencefictionwerelden waarin de geavanceerde technologie over het algemeen goedaardig was en in dienst stond van de mens. Hoewel de term uit de jaren 80 stamt, bestaan er ook oudere tech noir-films, bijvoorbeeld Fritz Langs Metropolis uit 1927 en Jean-Luc Godards Alphaville uit 1965.
Waar de cyberpunkliteratuur zich vaak richt op computers en informatietechnologie, heeft tech noir meestal een meer algemene sciencefictionachtergrond. De overeenkomsten tussen de beide genres liggen vooral in het verhaal en de tijd waarin het verhaal zich afspeelt: een nabije, donkere, vrijwel altijd dystopische toekomst. Het verhaal handelt vaak over het conflict tussen de mens enerzijds en robots, bedrijfsconglomeraten of een kunstmatige intelligentie anderzijds.
Een meer globale term voor tech noir is neo noir. Neo noir beschrijft de trend om elementen van de film noir te vermengen met andere filmgenres.

## Overzicht van tech noir-films
- 1927 - Metropolis
- 1965 - Alphaville
- 1973 - Soylent Green
- 1979 - Alien
- 1982 - Blade Runner - Tron
- 1984 - The Terminator
- 1985 - Brazil
- 1987 - RoboCop
- 1988 - Akira
- 1990 - Total Recall
- 1991 - Highlander II: The Quickening
- 1992 - Freejack - The Lawnmower Man
- 1993 - Demolition Man
- 1995 - Ghost in the Shell - Johnny Mnemonic - Neon Genesis Evangelion - Strange Days - The City of Lost Children - Twelve Monkeys - Virtuosity
- 1997 - Gattaca
- 1998 - Dark City - Serial Experiments: Lain
- 1999 - eXistenZ - The Matrix
- 2000 - The 6th Day - The Cell
- 2001 - Avalon
- 2002 - Cypher - Demonlover - Equilibrium - Minority Report - XChange
- 2003 - Natural City - Paycheck
- 2005 - Æon Flux
- 2006 - Renaissance
- 2010 - The Book of Eli
- 2012 - Total Recall (2012)
- 2013 - Elysium
- 2017 - Blade Runner 2049